# Oliva de la Frontera
Oliva de la Frontera – gmina w Hiszpanii, w prowincji Badajoz, w Estramadurze, o powierzchni 149,34 km². W 2011 roku gmina liczyła 5513 mieszkańców.